# Seznam velmistrů křižovníků s červenou hvězdou

Znak rytířského řádu křižovníků s červenou hvězdou

Tento seznam obsahuje mistry a velmistry Rytířského řádu křižovníků s červenou hvězdou.
| | Portrét | Jméno                                       | Funkční období     | Poznámka                                                                                     |
| --- | ------- | ------------------------------------------- | ------------------ | -------------------------------------------------------------------------------------------- |
| 1. |         | Albert                                      | 1237–1248          |                                                                                              |
| 2. |         | Konrád, zvaný Šváb                          | 1248–1260          |                                                                                              |
| 3. |         | Merbot z Ratiboru                           | 1260–1276          |                                                                                              |
| 4. |         | Otto, zvaný Sas                             | 1276–1282          |                                                                                              |
| 5. |         | Ekard                                       | 1282–1296          |                                                                                              |
| 6 |         | Fridrich I.                                 | 1296–1313          |                                                                                              |
| 7. |         | Rudiger                                     | 1313–1324          |                                                                                              |
| 8. |         | Oldřich                                     | 1324–1351          |                                                                                              |
| 9. |         | Jindřich                                    | 1351–1352          |                                                                                              |
| 10. |         | Lev                                         | 1352–1363          |                                                                                              |
| 11. |         | Fridrich II.                                | 1363–1380          |                                                                                              |
| 12. |         | Zdeněk                                      | 1380–1407          |                                                                                              |
| 13. |         | Jan ze Zdenic                               | 1407–1419          | vypuzen                                                                                      |
| 14. |         | Mikuláš I. Čápský                           | 1419–1426          | sesazen                                                                                      |
| 15. |         | Jan Čápský                                  | 1426               |                                                                                              |
| 16. |         | Václav Holub ze Skorkova                    | 1426–1428          |                                                                                              |
| 17. |         | Erazim (Erasmus)                            | 1428–1454          |                                                                                              |
| 18. |         | Ondřej Pesmet                               | 1454–1460          | vypuzen                                                                                      |
| 19. |         | Jan Hulec                                   | 1460               | rezignoval                                                                                   |
| 20. |         | Mikuláš Puchner                             | 1460–1490          |                                                                                              |
| 21. |         | Matěj z Třebska (ze Střebska)               | 1490–1511          |                                                                                              |
| 22. |         | Václav z Hradešína                          | 1511–1552          |                                                                                              |
| 23. |         | Antonín Brus z Mohelnice                    | 1552–1580          | též arcibiskup pražský v letech 1561–1580                                                    |
| 24. |         | Martin Medek z Mohelnice                    | 1580–1590          | též arcibiskup pražský v letech 1581–1590                                                    |
| od Zbyňka Berky po hraběte Libštejnského byli za velmistra automaticky postulováni pražští arcibiskupové a řád představoval hlavního sponzora v arcibiskupství zchudlého husitských válkách |         |                                             |                    |                                                                                              |
| 25. |         | Zbyněk Berka z Dubé a Lipé                  | 1592–1606          | též arcibiskup pražský v letech 1592–1606, kardinál                                          |
| |         | Vavřinec Nigrin                             | 1606               | rezignoval                                                                                   |
| 26. |         | Karel z Lamberka                            | 1607–1612          | též arcibiskup pražský v letech 1607–1612                                                    |
| 27. |         | Jan Lohel (Lohelius), O. Praem.             | 1612–1622          | též arcibiskup pražský v letech 1612–1622                                                    |
| 28. |         | Arnošt Vojtěch z Harrachu                   | 1623–1667          | též arcibiskup pražský v letech 1623–1667                                                    |
| |         | Jan Vilém Libštejnský z Kolovrat            |                    | arcibiskup pražský se měl stát též velmistrem řádu, ale zemřel ještě před formální postulací |
| 29. |         | Jan Bedřich z Valdštejna                    | 1668–1694          | biskup královéhradecký v letech 1668–1675 a arcibiskup pražský v letech 1675–1694            |
| 30. |         | Jiří Ignác Pospíchal                        | 1694–1699          |                                                                                              |
| 31. |         | Jan František Franchimont z Frankenfeldu    | 1699–1707          |                                                                                              |
| 32. |         | Martin Konstantin Beinlich                  | 1707–1721          |                                                                                              |
| 33. |         | František Matěj Böhm                        | 1722–1750          |                                                                                              |
| 34. |         | Julius František Waha                       | 1750–1754          |                                                                                              |
| 35. |         | Antonín Jakub Suchánek                      | 1755–1795          |                                                                                              |
| 36. |         | Ignác Blažej Zeidler                        | 1795–1809          |                                                                                              |
| 37. |         | František Kristián Pittroff                 | 1810–1814          |                                                                                              |
| 38. |         | Josef Antonín Köhler                        | 1815–1839          |                                                                                              |
| 39. |         | Jakub Beer                                  | 1840–1866          |                                                                                              |
| 40. |         | Jan Jestrzabek                              | 1866–1878          |                                                                                              |
| 41. |         | Emanuel Jan Křtitel Schöbel                 | 1879–1882          | rezignoval, v letech 1882–1909 biskup litoměřický                                            |
| 42. |         | František Huspeka                           | 1882–1891          |                                                                                              |
| 43. |         | Václav Horák                                | 1891–1902          |                                                                                              |
| 44. |         | František Xaver Marat                       | 1902–1915          |                                                                                              |
| 45. |         | Josef Vlasák                                | 1915–1958          |                                                                                              |
| 1958–1988 interregnum, v důsledku perzekucí ze strany komunistického režimu nebylo možno velmistra zvolit                                                                                   |         |                                             |                    |                                                                                              |
| 46. |         | Ladislav Sirový                             | 1988–1992          | do konce roku 1989 tajný                                                                     |
| |         | Msgre. František Václav Lobkowicz, O.Praem. | 1992–2001          | apoštolský delegát přidělený řádu                                                            |
| 47. |         | Jiří Kopejsko                               | 2001–2011          |                                                                                              |
| |         | Msgre. ThDr. Jaroslav Škarvada              |                    | apoštolský delegát přidělený řádu (2004–2010)                                                |
| 48. |         | Josef Šedivý                                | od 20. června 2011 |                                                                                              |